# Enrique Sorrel
Enrique Sorrel Contreras (Linares, 3 febbraio 1912 – Santiago del Cile, 26 ottobre 1991) è stato un calciatore cileno, di ruolo attaccante.

## Carriera
Prese parte con la Nazionale cilena al Campeonato sudamericano del 1935, al Campeonato sudamericano del 1939 e al Campeonato sudamericano del 1941.